# Agusta A.106
L'Agusta A.106 est un hélicoptère monoplace embarqué de lutte anti-sous-marine italien dont le premier vol a eu lieu en novembre 1965. Seuls deux exemplaires ont été construits.

## Origine
Répondant à un programme de la marine italienne pour un hélicoptère monoplace de lutte ASM pouvant embarquer à bord de frégates de la classe Impavido, cet appareil bénéficiait de l’expérience acquise avec les A.103, A.104 et A.105. Il s’agissait donc d’un appareil compact, entrainé par une turbine Turboméca-Agusta et reposant sur deux patins qui pouvaient être remplacés par deux flotteurs. Le rotor principal bipale et la section arrière de la poutre porte empennages étaient repliables pour faciliter le logement à bord d’un navire, et un réservoir supplémentaire pouvait être monté sous le fuselage. Cet appareil qui devait voler par tout-temps et disposer d’un équipement de recherche et d’identification de la cible emportait entre ses patins d’atterrissage 2 torpilles Mk 44 ou 10 charges de profondeur.

## Production
Deux prototypes furent construits, puis une série de 5 appareils fut lancée en 1968, mais stoppée en 1973. Cet appareil fut également proposé en vain à l’armée italienne comme hélicoptère d’attaque avec deux mitrailleuses de 7,62 mm en conteneurs et dix roquettes de 80 mm.

## Sources
- (en) Giorgio Apostolo, The illustrated encyclopedia of helicopters, New York, Bonanza Books, 1984, 140 p. (ISBN 978-0-517-43935-7).
- (en) Kenneth Munson, John Wood et al., Helicopters and other rotorcraft since 1907, London, Blandford Press, 1973 (1re éd. 1968), 178 p. (ISBN 978-0-713-70610-9).